# アンディー・サイツ
アンディー・サイツ（英語: Andy Seitz、1985年12月13日 - ）は、アメリカ合衆国アイオワ州ダベンポート出身の男性フィギュアスケート選手(ペア)。2006年世界ジュニア選手権2位。パートナーはケンドラ・モイルと実妹のリンジー・サイツ。

## 経歴
アイオワ州のダベンポートに生まれ、11歳のときにスケートを始めた。スケートを始める以前にアイスホッケーをしていたという。やがて実妹のリンジー・サイツとペアを結成し、2004年トリグラフトロフィーで3位となる。2004-2005年シーズンよりISUジュニアグランプリに出場したが、シーズン終了後にリンジー・サイツとのペアは解散、新たにケンドラ・モイルとペアを結成した。
2005-2006年シーズン、JGPソフィア杯で2位、JGPSBC杯で優勝し、2006年全米選手権ではジュニアクラスで優勝を果たす。初出場の世界ジュニア選手権では2位となった。
2006-2007年シーズンには、シニアクラスのISUグランプリシリーズにも参戦を果たした。2007年全米選手権にはシニアクラスで出場し6位、2度目の出場となった2007年世界ジュニア選手権では6位入賞に留まった。シーズン終了後、競技からの引退を発表し解散。

## 主な戦績
- 2004-05までリンジー・サイツとのペア。
- 2005-06よりケンドラ・モイルとのペア。

| 大会/年                 | 2003-04 | 2004-05 | 2005-06 | 2006-07 |
| ----------------------- | ------- | ------- | ------- | ------- |
| 全米選手権              | 8 J     | 9 J     | 1 J     | 6       |
| GPスケートカナダ        |         |         |         | 6       |
| GPロシア杯              |         |         |         | 6       |
| 世界Jr.選手権           |         |         | 2       | 5       |
| JGPファイナル           |         |         | 4       | 4       |
| JGPリベレツ             |         |         |         | 2       |
| JGPスピンオブノルウェー |         |         |         | 1       |
| JGPSBC杯                |         |         | 1       |         |
| JGPソフィア杯           |         |         | 2       |         |
| JGPハルギタ杯           |         | 4       |         |         |
| JGPブダペスト           |         | 2       |         |         |
| トリグラフトロフィー    | 3 J     |         |         |         |

- J = ジュニアクラス

### 詳細
| 2006-2007 シーズン    |                                                                  |         |         |          |
| 開催日                | 大会名                                                           | SP      | FP      | 結果     |
| 2007年2月26日-3月4日  | 2007年世界ジュニアフィギュアスケート選手権（オーベルストドルフ） | 5 50.71 | 7 78.32 | 5 129.03 |
| 2007年1月21日-28日    | 全米フィギュアスケート選手権（スポケーン）                       | 5 54.30 | 9 94.40 | 6 148.70 |
| 2006年12月7日-9日     | 2006/2007 ISUジュニアグランプリファイナル（ソフィア）            | 5 46.16 | 4 86.69 | 4 132.85 |
| 2006年11月24日-26日   | ISUグランプリシリーズ ロシア杯（モスクワ）                       | 6 49.08 | 6 87.70 | 6 136.78 |
| 2006年11月02日-05日   | ISUグランプリシリーズ スケートカナダ（ビクトリア）               | 7 46.38 | 6 89.58 | 6 135.96 |
| 2006年10月19日-22日   | ISUジュニアグランプリ リベレツ（リベレツ）                       | 2 51.21 | 2 81.89 | 2 133.10 |
| 2006年9月28日-10月1日 | ISUジュニアグランプリ スピンオブノルウェー（オスロ）             | 1 49.43 | 1 83.25 | 1 132.68 |

| 2005-2006 シーズン    |                                                             |         |         |          |
| 開催日                | 大会名                                                      | SP      | FP      | 結果     |
| 2006年3月6日-12日     | 2006年世界ジュニアフィギュアスケート選手権（リュブリャナ）  | 1 48.47 | 4 85.03 | 2 133.50 |
| 2006年1月7日-15日     | 全米フィギュアスケート選手権 ジュニアクラス（セントルイス） | 2 49.89 | 1 97.92 | 1 147.81 |
| 2005年12月24日-27日   | 2005/2006 ISUジュニアグランプリファイナル（オストラバ）     | 2 46.10 | 4 83.44 | 4 129.54 |
| 2005年10月20日-23日   | ISUジュニアグランプリ SBC杯（岡谷）                         | 1 44.72 | 1 84.39 | 1 129.11 |
| 2005年9月29日-10月2日 | ISUジュニアグランプリ ソフィア杯（ソフィア）                | 3 46.18 | 2 78.01 | 2 124.19 |

| 2004-2005 シーズン  |                                                          |         |         |          |
| 開催日              | 大会名                                                   | SP      | FP      | 結果     |
| 2004年10月14日-17日 | ISUジュニアグランプリ ハルギタ杯（ミエルクレア＝チュク） | 3 41.88 | 4 73.45 | 4 115.33 |
| 2004年9月2日-5日    | ISUジュニアグランプリ ブダペスト（ブダペスト）           | 4 41.42 | 2 75.57 | 2 116.99 |

| 2003-2004 シーズン |                                                          |    |    |      |
| 開催日             | 大会名                                                   | SP | FP | 結果 |
| 2004年4月14日-18日 | 2004年トリグラフトロフィージュニアクラス（イェセニツェ） | 3  | 3  | 3    |